# Lista de primeiros-ministros de Cabo Verde
O primeiro-ministro é o chefe do Governo de Cabo Verde. Os eleitores escolhem o presidente e ele nomeia o primeiro-ministro. Depois, este escolhe o conjunto de ministros que formarão o seu governo. O cargo existe desde que Cabo Verde se tornou independente de Portugal em 1975. 

## Lista de primeiros-ministros
| Nº | Primeiro-ministro | Primeiro-ministro                | Mandato                | Mandato                | Eleito       | Partido          |
| -- | ----------------- | -------------------------------- | ---------------------- | ---------------------- | ------------ | ---------------- |
| 1  |                   | Pedro Pires (n.1934)             | 8 de julho de 1975     | 4 de abril de 1991     | 197519801985 | PAIGC(1975-1981) |
| 1  | PAICV(1981-1991)  | Pedro Pires (n.1934)             | 8 de julho de 1975     | 4 de abril de 1991     | 197519801985 |                  |
| 2  |                   | Carlos Veiga (n.1949)            | 4 de abril de 1991     | 29 de julho de 2000    | 19911995     | MpD              |
| 3  |                   | Gualberto do Rosário (n.1950)    | 29 de julho de 2000    | 1 de fevereiro de 2001 | -            | MpD              |
| 4  |                   | José Maria Neves (n.1960)        | 1 de fevereiro de 2001 | 22 de abril de 2016    | 200120062011 | PAICV            |
| 5  |                   | Ulisses Correia e Silva (n.1962) | 22 de abril de 2016    | Presente               | 20162021     | MpD              |

## Referência
1. ↑  Haetinger (Org), Claus (2012). «OLIMPÍADAS MATEMÁTICAS DO CENTRO UNIVERSITÁRIO UNIVATES: Questões e melhores soluções da 6ª à 13ª edição». doi:10.24824/978858042128.6. Consultado em 24 de setembro de 2021